# أنطوان دوبريه
أنطوان دوبريه (بالفرنسية: Antoine Dupré)‏ هو كاتب مسرحي وشاعر هايتي، ولد في 1782 في هايتي، وتوفي في 1816.